# Andrieșeni, Iași
Andrieșeni este satul de reședință al comunei cu același nume din județul Iași, Moldova, România.

## Monumente istorice

### Monumente de arheologie
- Satul arheologic de la Andrieșeni, situat la „Vatra satului”, în perimetrul școlii generale; IS-I-s-B-03516
- Așezare (secolele XVII/XVIII, epoca medievală), situat la „Vatra satului”, în perimetrul școlii generale; IS-I-m-B-03516.01
- Așezare (secolele III/IV î.H., Epoca migrațiilor), situat la „Vatra satului”, în perimetrul școlii generale; IS-I-m-B-03516.02
- Așezare (Hallstatt), situat la „Vatra satului”, în perimetrul școlii generale; IS-I-m-B-03516.03
- Așezare (Epoca bronzului târziu, cultura Noua), situat la „Vatra satului”, în perimetrul școlii generale; IS-I-m-B-03516.04
- Așezare (Eneolitic, cultura Precucuteni, faza III), situat la „Vatra satului”, în perimetrul școlii generale; IS-I-m-B-03516.05
- Așezare (Neolitic, cultura Criș), situat la „Vatra satului”, în perimetrul școlii generale; IS-I-m-B-03516.06

### Monumente de arhitectură
- Gară - Șoldana (sfârșitul secolului XIX), IS-II-m-B-04097